# J. Front Retailing
J. Front Retailing Co., Ltd. (in het Japansːフロント リテイリング株式会社, J. Furonto Riteiringu Kabushiki Kaisha) is een belangrijke Japanse holding company met het hoofdkantoor in Yaesu, Chūō, Tokyo
Het bedrijf werd op 3 september 2007 opgericht met een beurskapitalisatie van 30 miljard yen. Het bedrijf bezit 100% van de aandelen in Daimaru Matsuzakaya Department Stores, dat de warenhuisketens Daimaru en Matsuzakaya exploiteert. Het aandeel wordt verhandeld op de effectenbeurzen van Tokio, Osaka en Nagoya. Het hoofdkantoor van J. Front Retailing is gevestigd bij het Matsuzakaya-warenhuis in de wijk Ginza in Tokio.

## Dochterondernemingen
Dochterondernemingen van J. Front Retailing zijn onder meer: 
- Daimaru Matsuzakaya Department Stores (Warenhuizen)
- Peacock Stores (supermarkten)
- The Daimaru Home Shopping
- Daimaru Matsuzakaya Tomonokai
- Daimaru COM Development
- Parco Co., Ltd. (warenhuizen)
- Daimaru Kogyo (groothandel)
- JFR-kaart (kredietverlening)
- Andere bedrijven
  - J. Front Design & Construction
  - J. Front Foods
  - Dimples’
  - JFR Information Center
  - JFR Office Support
  - JFR Service
  - JFR Consulting
  - Consumer Product End-Use Research Institute
  - Angel Park
  - Central Park Building